# Adam Krechowiecki (pisarz)
Adam Krechowiecki herbu Sas (pseudonimy: Adam Bukatko, Wratysław Daniłowicz, Marian Bukatko, Kazimierz Pręcki, A.K., K., Adam Sas); ur. 6 stycznia 1850 w Bieleżyńcach na Wołyniu, zm. 13 czerwca 1919 we Lwowie) – polski pisarz, krytyk, dramaturg, redaktor, członek Towarzystwa Historycznego we Lwowie.

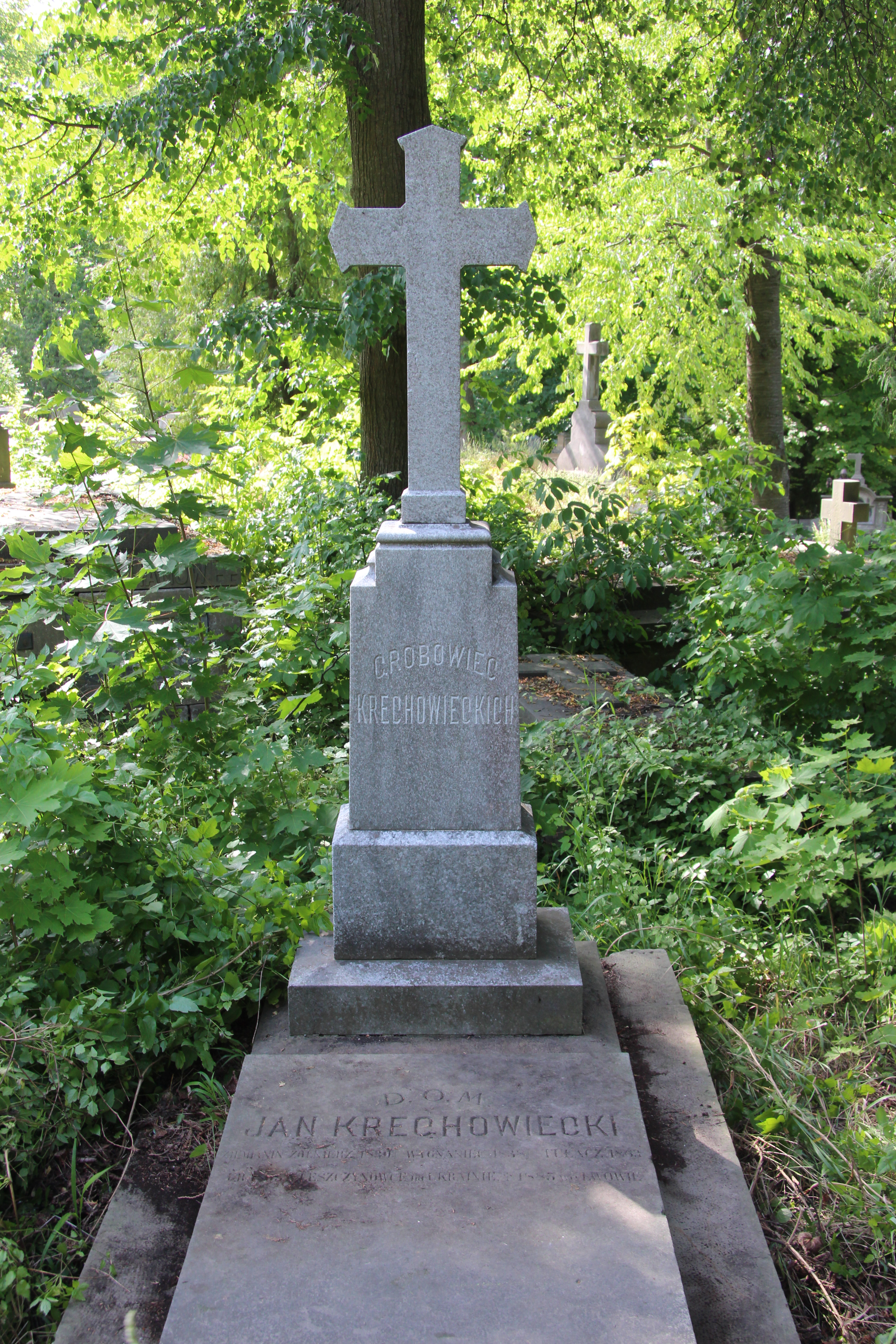
Grobowiec Krechowieckich

## Życiorys
Urodził się w Leszczynowie lub w Bieleżyńcach na Wołyniu. Pochodził z rodziny ziemiańskiej Krechowieckich herbu Sas. Był synem Jana (1805-1885) i Seweryny z Radwan Przygodzkich, młodszym bratem Antoniego Krechowieckiego, ps. Dr A. Sas (1838-1898) po powstaniu styczniowym osiadłej we Lwowie. W jego domu bywali pisarze m.in. Zaleski, Goszczyński, Rzewuski, Grabowski.
Od studiował 1869 na Uniwersytecie Lwowskim. Kształcił się też na uniwersytecie w Kijowie. Pracował w Namiestnictwie galicyjskim. W latach 1883–1918 był redaktorem naczelnym „Gazety Lwowskiej”. Wydawał też „Przewodnik Naukowy i Literacki” (miesięczny dodatek do „Gazety Lwowskiej”) zajmujący się problematyką naukową, historyczną i literacką. Do jego współpracowników należeli m.in.: Michał Bobrzyński, Ludwik Kubala, Karol Estreicher, Piotr Chmielowski i Józef Kallenbach. Od 1901 był prezesem Towarzystwa Dziennikarzy Polskich we Lwowie. Był nadzwyczaj aktywny na niwie kultury. Przyjaźnił się z Henrykiem Sienkiewiczem. Znany z konserwatywnych poglądów. Pełnił funkcję radcy dworu przy C.K. Namiestnictwie. Otrzymał tytuł c. i k. szambelana.
Pisał powieści historyczne i współczesne. Był także twórcą rozpraw naukowych o Kraszewskim, Mickiewiczu i Norwidzie. Był inicjatorem budowy we Lwowie pomnika Adama Mickiewicza. Był również tłumaczem poetów niemieckich.
W 1898 został odznaczony Orderem Korony Żelaznej III klasy, który na początku 1919 przekazał na rzecz Skarbu Państwa II Rzeczypospolitej. Przed 1914 otrzymał także austriacki Medal Jubileuszowy Pamiątkowy dla Cywilnych Funkcjonariuszy oraz Krzyż Jubileuszowy.
Został pochowany na Cmentarzu Łyczakowskim we Lwowie.

## Twórczość
- Amen[10]
- Fiat Lux! Obraz historyczny z czasów Jadwigi i Jagiełły
- Jeden dzień[11]
- Jestem
- Kres
- Krew królewska
- My: Dramat współczesny w trzech aktach
- Najmłodsi[12][13]
- O Cyprianie Norwidzie
- Rdza[14][15]
- Starosta Zygwulski[16][17]
- Syn królewski
- Szary wilk
- Veto![18][19][20][21]
- Zygmunt Kaczkowski i jego czasy
- Cykl O tron (Ostatni dynasta, Piast, Sława, Mrok)[22].